# Скляров Михайло Петрович
Михайло Петрович Скляров (24 січня 1912, місто Маріуполь, тепер Донецької області — 26 червня 1986, місто Москва, Російська Федерація) — радянський державний діяч, 1-й секретар Приморського обласного комітету ВКП(б), 1-й секретар Фрунзенського обласного комітету КП Киргизії. Депутат Верховної Ради СРСР 5-го скликання.

## Життєпис
Народився в родині стрілочника залізниці. У 1927 році закінчив шість класів Маріупольської залізничної школи-семирічки та вступив до комсомолу.
З вересня 1927 до жовтня 1930 року — учень електрика, електрослюсар, електромонтажник електросилового цеху Маріупольського металургійного заводу імені Ілліча. У 1930 році закінчив школу фабрично-заводського учнівства при металургійному заводі імені Ілліча в Маріуполі.
У листопаді 1930 — березні 1932 року — секретар колективу комсомолу (ЛКСМУ), завідувач організаційного відділу, завідувач комітету ЛКСМУ Маріупольського металургійного заводу імені Ілліча.
Член ВКП(б) з січня 1931 року.
У 1931 році закінчив три курси Маріупольського металургійного вечірнього робітничого факультету.
У березні — жовтні 1932 року — завідувач організаційного відділу, секретар Маріупольського міського комітету ЛКСМУ.
У жовтні 1932 — травні 1933 року — секретар Артемівського міського комітету ЛКСМУ Донецької області.
У травні — листопаді 1933 року — помічник директора відділу робітничого постачання із кадрів будівництва Маріупольського металургійного заводу «Азовсталь» Донецької області.
У листопаді 1933 — липні 1934 року — інструктор політичного відділу району Південно-Донецької залізниці на станції Ясинувата.
У липні 1934 — березні 1936 року — голова заводського комітету профспілки Маріупольського рибоконсервного заводу Донецької області.
У березні — липні 1936 року — секретар заводського комітету ЛКСМУ Маріупольського металургійного заводу «Азовсталь» Донецької області.
У липні 1936 — вересні 1937 року — інструктор Орджонікідзевського районного комітету КП(б)У міста Маріуполя Донецької області.
У вересні 1937 — лютому 1938 року — редактор газети «За метал» і завідувач культпросвітвідділу Орджонікідзевського районного комітету КП(б)У міста Маріуполя.
У лютому — грудні 1938 року — 2-й секретар, 1-й секретар Орджонікідзевського районного комітету КП(б)У міста Маріуполя Сталінської області.
У грудні 1938 — січні 1939 року — слухач Вищої школи партійних організаторів при ЦК ВКП(б), навчання не закінчив.
З січня до червня 1939 року — 1-й секретар Приморського обласного комітету ВКП(б).
У червні 1939 — червні 1942 року — секретар Приморського крайового комітету ВКП(б) з кадрів.
У червні 1942 — липні 1943 року — відповідальний організатор Управління кадрів ЦК ВКП(б).
У липні 1943 — березні 1948 року — 2-й секретар Пензенського обласного комітету ВКП(б). З березня до вересня 1948 року — в розпорядженні ЦК ВКП(б) у Москві.
У вересні 1948 — серпні 1951 року — слухач Вищої партійної школи при ЦК ВКП(б). З вересня до жовтня 1951 року — в розпорядженні ЦК КП(б) Киргизії.
У жовтні 1951 — березні 1958 року — 2-й секретар Фрунзенського обласного комітету КП Киргизії.
У березні 1958 — лютому 1959 року — 1-й секретар Фрунзенського обласного комітету КП Киргизії.
У лютому 1959 — серпні 1960 року — редактор відділу партійно-організаційної роботи редакції журналу «Партійне життя» в Москві.
У серпні 1960 — червні 1963 року — заступник завідувача приймальні, в червні 1963 — 26 червня 1986 року — завідувач приймальні Президії Верховної ради СРСР.
Помер 26 червня 1986 року в місті Москві. Похований на Кунцевському цвинтарі Москви.

## Нагороди
- орден Леніна (1957)
- орден Жовтневої Революції (1982)
- два ордени Трудового Червоного Прапора (1945, 1966)
- орден «Знак Пошани» (1971)
- медалі